# Elezioni comunali in Sicilia del 2004
Le elezioni comunali in Sicilia del 2004 si tennero il 12 e 13 giugno (con ballottaggio il 26 e 27 giugno).

## Provincia regionale di Palermo

### Cinisi
| Candidati                          | Candidati                      | II turno          | II turno          | I turno | I turno | Liste                                        | Voti  | %     | Seggi |
| Candidati                          | Candidati                      | Voti              | %                 | Voti    | %       | Liste                                        | Voti  | %     | Seggi |
| ---------------------------------- | ------------------------------ | ----------------- | ----------------- | ------- | ------- | -------------------------------------------- | ----- | ----- | ----- |
|                                    | Salvatore Palazzolo ✔️ Sindaco | 3 594             | 53,47             | 3 327   | 47,89   | Lista Civica                                 | 1 164 | 18,99 | 4     |
| Lista Civica                       | Salvatore Palazzolo ✔️ Sindaco | 3 594             | 53,47             | 3 327   | 47,89   | 1 025                                        | 16,72 | 4     |       |
| Lista Civica                       | Salvatore Palazzolo ✔️ Sindaco | 3 594             | 53,47             | 3 327   | 47,89   | 982                                          | 16,02 | 4     |       |
|                                    | Nicolò Cucinella               | 2 537             | 37,75             | 2 018   | 29,05   | Lista civica di centro-sinistra              | 926   | 15,10 | 3     |
| Democratici di Sinistra            | Nicolò Cucinella               | 2 537             | 37,75             | 2 018   | 29,05   | 517                                          | 8,43  | 1     |       |
| La Margherita                      | Nicolò Cucinella               | 2 537             | 37,75             | 2 018   | 29,05   | 482                                          | 7,86  | 1     |       |
| Lista Di Pietro - Occhetto         | Nicolò Cucinella               | 2 537             | 37,75             | 2 018   | 29,05   | 9                                            | 0,15  | –     |       |
|                                    | Salvatore Orlando              | Salvatore Orlando | Salvatore Orlando | 1 353   | 19,48   | Forza Italia                                 | 670   | 10,93 | 2     |
| Nuova Sicilia-Altri                | Salvatore Orlando              | Salvatore Orlando | Salvatore Orlando | 1 353   | 19,48   | 344                                          | 5,61  | 1     |       |
| Alleanza Nazionale                 | Salvatore Orlando              | Salvatore Orlando | Salvatore Orlando | 1 353   | 19,48   | 290                                          | 4,73  | –     |       |
| Movimento Sociale Fiamma Tricolore | Salvatore Orlando              | Salvatore Orlando | Salvatore Orlando | 1 353   | 19,48   | 79                                           | 1,29  | –     |       |
| Nuovo PSI-Nuovo PLI                | Salvatore Orlando              | Salvatore Orlando | Salvatore Orlando | 1 353   | 19,48   | 64                                           | 1,04  | –     |       |
|                                    | Felicia Vitale                 | Felicia Vitale    | Felicia Vitale    | 249     | 3,58    | Rifondazione Comunista-Federazione dei Verdi | 169   | 2,76  | –     |
| Totale                             | Totale                         | 6 721             | 100               | 6 947   | 100     |                                              | 6 131 | 100   | 20    |
|                                    |                                |                   |                   |         |         |                                              |       |       |       |
| Fonte: Ministero dell'interno      |                                |                   |                   |         |         |                                              |       |       |       |

### Monreale
| Candidati                                                       | Candidati                  | II turno      | II turno      | I turno | I turno | Liste                       | Voti   | %     | Seggi |
| Candidati                                                       | Candidati                  | Voti          | %             | Voti    | %       | Liste                       | Voti   | %     | Seggi |
| --------------------------------------------------------------- | -------------------------- | ------------- | ------------- | ------- | ------- | --------------------------- | ------ | ----- | ----- |
|                                                                 | Salvatore Gullo ✔️ Sindaco | 8 999         | 56,82         | 6 777   | 33,44   | Insieme                     | 3 006  | 15,85 | 7     |
| Centro Democratico                                              | Salvatore Gullo ✔️ Sindaco | 8 999         | 56,82         | 6 777   | 33,44   | 837                         | 4,41   | 1     |       |
| Monreale Libera                                                 | Salvatore Gullo ✔️ Sindaco | 8 999         | 56,82         | 6 777   | 33,44   | 423                         | 2,23   | –     |       |
| Nuovo PLI                                                       | Salvatore Gullo ✔️ Sindaco | 8 999         | 56,82         | 6 777   | 33,44   | 396                         | 2,09   | –     |       |
| Lista civica di centro-destra                                   | Salvatore Gullo ✔️ Sindaco | 8 999         | 56,82         | 6 777   | 33,44   | 358                         | 1,89   | –     |       |
| Nuova Sicilia                                                   | Salvatore Gullo ✔️ Sindaco | 8 999         | 56,82         | 6 777   | 33,44   | 332                         | 1,75   | –     |       |
| Nuovo PSI                                                       | Salvatore Gullo ✔️ Sindaco | 8 999         | 56,82         | 6 777   | 33,44   | 299                         | 1,58   | –     |       |
|                                                                 | Salvatore Caputo           | 6 839         | 43,18         | 6 957   | 34,32   | Unione di Centro            | 2 612  | 13,77 | 4     |
| Alleanza Nazionale                                              | Salvatore Caputo           | 6 839         | 43,18         | 6 957   | 34,32   | 2 422                       | 12,77  | 3     |       |
| Forza Italia                                                    | Salvatore Caputo           | 6 839         | 43,18         | 6 957   | 34,32   | 1 939                       | 10,22  | 3     |       |
| Patto per la Sicilia                                            | Salvatore Caputo           | 6 839         | 43,18         | 6 957   | 34,32   | 1 415                       | 7,46   | 2     |       |
|                                                                 | Carlo Gambino              | Carlo Gambino | Carlo Gambino | 6 535   | 32,24   | Democratici di Sinistra (A) | 2 413  | 12,72 | 5     |
| La Margherita (A)                                               | Carlo Gambino              | Carlo Gambino | Carlo Gambino | 6 535   | 32,24   | 2 195                       | 11,57  | 5     |       |
| Federazione dei Verdi-Comunisti Italiani-Rifondazione Comunista | Carlo Gambino              | Carlo Gambino | Carlo Gambino | 6 535   | 32,24   | 322                         | 1,70   | –     |       |
| Totale                                                          | Totale                     | 15 838        | 100           | 20 269  | 100     |                             | 18 969 | 100   | 30    |
|                                                                 |                            |               |               |         |         |                             |        |       |       |
| Fonte: Ministero dell'interno                                   |                            |               |               |         |         |                             |        |       |       |

### Termini Imerese
|                                                                 | Enzo Giunta ✔️ Sindaco   | 9 058  | 50,47 | Democratici di Sinistra | 3 061  | 17,58 | 5  |  |  |
| Enzo Giunta Sindaco                                             | Enzo Giunta ✔️ Sindaco   | 9 058  | 50,47 | 1 868                   | 10,73  | 3     |    |  |  |
| La Margherita                                                   | Enzo Giunta ✔️ Sindaco   | 9 058  | 50,47 | 1 462                   | 8,40   | 2     |    |  |  |
| Democratici per Termini                                         | Enzo Giunta ✔️ Sindaco   | 9 058  | 50,47 | 1 308                   | 7,51   | 2     |    |  |  |
| Federazione dei Verdi-Comunisti Italiani-Rifondazione Comunista | Enzo Giunta ✔️ Sindaco   | 9 058  | 50,47 | 406                     | 2,33   | –     |    |  |  |
| Nuovo PSI-Nuovo PLI                                             | Enzo Giunta ✔️ Sindaco   | 9 058  | 50,47 | 86                      | 0,49   | –     |    |  |  |
|                                                                 | Francesco Caratozzolo    | 6 232  | 34,72 | Alleanza Nazionale      | 3 407  | 19,57 | 4  |  |  |
| Forza Italia                                                    | Francesco Caratozzolo    | 6 232  | 34,72 | 1 581                   | 9,08   | 2     |    |  |  |
| Patto per la Sicilia                                            | Francesco Caratozzolo    | 6 232  | 34,72 | 1 322                   | 7,59   | 1     |    |  |  |
| Insieme per Termini                                             | Francesco Caratozzolo    | 6 232  | 34,72 | 1 034                   | 5,94   | 1     |    |  |  |
| Unione di Centro                                                | Francesco Caratozzolo    | 6 232  | 34,72 | 611                     | 3,51   | –     |    |  |  |
|                                                                 | Giovanni Aglieri Rinella | 2 340  | 13,04 | Moderati                | 948    | 5,45  | –  |  |  |
|                                                                 | Giacomo Indovina         | 318    | 1,77  | Nuova Sicilia           | 313    | 1,80  | –  |  |  |
| Totale                                                          | Totale                   | 17 948 | 100   |                         | 17 407 | 100   | 20 |  |  |
|                                                                 |                          |        |       |                         |        |       |    |  |  |
| Fonte: Ministero dell'interno                                   |                          |        |       |                         |        |       |    |  |  |

## Provincia regionale di Agrigento

### Sciacca
| Candidati                             | Candidati                  | II turno         | II turno         | I turno | I turno | Liste                   | Voti   | %     | Seggi |
| Candidati                             | Candidati                  | Voti             | %                | Voti    | %       | Liste                   | Voti   | %     | Seggi |
| ------------------------------------- | -------------------------- | ---------------- | ---------------- | ------- | ------- | ----------------------- | ------ | ----- | ----- |
|                                       | Mario Turturici ✔️ Sindaco | 11 814           | 52,10            | 7 523   | 29,06   | Forza Italia            | 4 033  | 16,29 | 6     |
| Unione di Centro                      | Mario Turturici ✔️ Sindaco | 11 814           | 52,10            | 7 523   | 29,06   | 2 894                   | 11,69  | 4     |       |
| Alleanza Nazionale                    | Mario Turturici ✔️ Sindaco | 11 814           | 52,10            | 7 523   | 29,06   | 844                     | 3,41   | 1     |       |
| Nuova Sicilia                         | Mario Turturici ✔️ Sindaco | 11 814           | 52,10            | 7 523   | 29,06   | 669                     | 2,70   | –     |       |
|                                       | Mariolina Bono             | 10 862           | 47,90            | 9 185   | 35,48   | Democratici di Sinistra | 3 340  | 13,49 | 4     |
| UDEUR                                 | Mariolina Bono             | 10 862           | 47,90            | 9 185   | 35,48   | 2 946                   | 11,90  | 4     |       |
| La Margherita                         | Mariolina Bono             | 10 862           | 47,90            | 9 185   | 35,48   | 1 750                   | 7,07   | 2     |       |
| Socialisti Democratici Italiani-Altri | Mariolina Bono             | 10 862           | 47,90            | 9 185   | 35,48   | 1 373                   | 5,55   | 2     |       |
| Margherita Sicilia                    | Mariolina Bono             | 10 862           | 47,90            | 9 185   | 35,48   | 678                     | 2,74   | –     |       |
| Comunisti Italiani                    | Mariolina Bono             | 10 862           | 47,90            | 9 185   | 35,48   | 73                      | 0,29   | –     |       |
|                                       | Ignazio Messina            | Ignazio Messina  | Ignazio Messina  | 5 144   | 19,87   | Lista Messina (A)       | 2 981  | 12,04 | 4     |
| Rifondazione Comunista (B)            | Ignazio Messina            | Ignazio Messina  | Ignazio Messina  | 5 144   | 19,87   | 511                     | 2,06   | –     |       |
|                                       | Giuseppe Segreto           | Giuseppe Segreto | Giuseppe Segreto | 4 034   | 15,58   | Nuovo PSI (A)           | 2 658  | 10,74 | 3     |
| Totale                                | Totale                     | 22 676           | 100              | 25 886  | 100     |                         | 24 750 | 100   | 30    |
|                                       |                            |                  |                  |         |         |                         |        |       |       |
| Fonte: Ministero dell'interno         |                            |                  |                  |         |         |                         |        |       |       |

## Provincia regionale di Caltanissetta

### Caltanissetta
|                                            | Salvatore Antonio Giuseppe Messana ✔️ Sindaco | 21 677 | 55,11 | La Margherita                            | 7 188  | 19,32 | 7  |  |  |
| Democratici di Sinistra                    | Salvatore Antonio Giuseppe Messana ✔️ Sindaco | 21 677 | 55,11 | 4 273                                    | 11,48  | 4     |    |  |  |
| UDEUR                                      | Salvatore Antonio Giuseppe Messana ✔️ Sindaco | 21 677 | 55,11 | 2 831                                    | 7,61   | 3     |    |  |  |
| Socialisti Democratici Italiani            | Salvatore Antonio Giuseppe Messana ✔️ Sindaco | 21 677 | 55,11 | 1 528                                    | 4,11   | 1     |    |  |  |
| Socialisti e Laici Uniti per Caltanissetta | Salvatore Antonio Giuseppe Messana ✔️ Sindaco | 21 677 | 55,11 | 1 060                                    | 2,85   | 1     |    |  |  |
| Democrazia per Caltanissetta               | Salvatore Antonio Giuseppe Messana ✔️ Sindaco | 21 677 | 55,11 | 1 007                                    | 2,71   | 1     |    |  |  |
| Liberalsocialisti                          | Salvatore Antonio Giuseppe Messana ✔️ Sindaco | 21 677 | 55,11 | 933                                      | 2,51   | 1     |    |  |  |
| Comunisti Italiani                         | Salvatore Antonio Giuseppe Messana ✔️ Sindaco | 21 677 | 55,11 | 717                                      | 1,93   | –     |    |  |  |
| Rifondazione Comunista                     | Salvatore Antonio Giuseppe Messana ✔️ Sindaco | 21 677 | 55,11 | 606                                      | 1,63   | –     |    |  |  |
| Lista Di Pietro - Occhetto                 | Salvatore Antonio Giuseppe Messana ✔️ Sindaco | 21 677 | 55,11 | 527                                      | 1,42   | –     |    |  |  |
|                                            | Giuseppe Mancuso                              | 13 087 | 33,27 | Forza Italia                             | 4 755  | 12,78 | 5  |  |  |
| Alleanza Nazionale                         | Giuseppe Mancuso                              | 13 087 | 33,27 | 2 840                                    | 7,63   | 2     |    |  |  |
| Unione di Centro                           | Giuseppe Mancuso                              | 13 087 | 33,27 | 2 239                                    | 6,02   | 2     |    |  |  |
| Nuova Sicilia                              | Giuseppe Mancuso                              | 13 087 | 33,27 | 1 766                                    | 4,75   | 1     |    |  |  |
| Nuovo PSI-Diversi Insieme                  | Giuseppe Mancuso                              | 13 087 | 33,27 | 1 422                                    | 3,82   | 1     |    |  |  |
|                                            | Nino Italico Amico                            | 2 112  | 5,37  | Liberi di Sicilia-Caltanissetta In Forma | 1 885  | 5,07  | 1  |  |  |
| Partito del Popolo Siciliano               | Nino Italico Amico                            | 2 112  | 5,37  | 169                                      | 0,45   | –     |    |  |  |
|                                            | Giuseppa Mosca                                | 1 550  | 3,94  | Uniti per la Città                       | 1 101  | 2,96  | –  |  |  |
|                                            | Giuseppe Aiello                               | 674    | 1,71  | Aiello Sindaco                           | 285    | 0,77  | –  |  |  |
|                                            | Vincenzo Ferrigno                             | 235    | 0,60  | Federalisti Siciliani                    | 75     | 0,20  | –  |  |  |
| Totale                                     | Totale                                        | 39 335 | 100   |                                          | 37 207 | 100   | 30 |  |  |
|                                            |                                               |        |       |                                          |        |       |    |  |  |
| Fonte: Ministero dell'interno              |                                               |        |       |                                          |        |       |    |  |  |

### Mazzarino
| Candidati                       | Candidati                     | II turno            | II turno            | I turno | I turno | Liste                   | Voti  | %     | Seggi |
| Candidati                       | Candidati                     | Voti                | %                   | Voti    | %       | Liste                   | Voti  | %     | Seggi |
| ------------------------------- | ----------------------------- | ------------------- | ------------------- | ------- | ------- | ----------------------- | ----- | ----- | ----- |
|                                 | Giovanni Virnuccio ✔️ Sindaco | 3 840               | 51,08               | 3 535   | 44,87   | Democratici di Sinistra | 1 754 | 23,46 | 7     |
| La Margherita                   | Giovanni Virnuccio ✔️ Sindaco | 3 840               | 51,08               | 3 535   | 44,87   | 969                     | 12,96 | 3     |       |
| Rifondazione Comunista          | Giovanni Virnuccio ✔️ Sindaco | 3 840               | 51,08               | 3 535   | 44,87   | 442                     | 5,91  | 1     |       |
| Socialisti Democratici Italiani | Giovanni Virnuccio ✔️ Sindaco | 3 840               | 51,08               | 3 535   | 44,87   | 432                     | 5,78  | 1     |       |
|                                 | Salvatore Longone             | 3 678               | 48,92               | 3 107   | 39,44   | Forza Italia            | 1 360 | 18,19 | 3     |
| Nuova Sicilia                   | Salvatore Longone             | 3 678               | 48,92               | 3 107   | 39,44   | 830                     | 11,10 | 2     |       |
| Unione di Centro                | Salvatore Longone             | 3 678               | 48,92               | 3 107   | 39,44   | 496                     | 6,63  | 1     |       |
| Nuovo PSI                       | Salvatore Longone             | 3 678               | 48,92               | 3 107   | 39,44   | 49                      | 0,66  | –     |       |
|                                 | Ignazio Cannarozzo            | Ignazio Cannarozzo  | Ignazio Cannarozzo  | 687     | 8,72    | UDEUR (A)               | 602   | 8,05  | 1     |
|                                 | Salvatore Battaglia           | Salvatore Battaglia | Salvatore Battaglia | 549     | 6,97    | Alleanza Nazionale      | 544   | 7,27  | 1     |
| Totale                          | Totale                        | 7 518               | 100                 | 7 878   | 100     |                         | 7 478 | 100   | 20    |
|                                 |                               |                     |                     |         |         |                         |       |       |       |
| Fonte: Ministero dell'interno   |                               |                     |                     |         |         |                         |       |       |       |

## Provincia regionale di Catania

### Aci Castello
| Candidati                                      | Candidati                     | II turno                 | II turno                 | I turno | I turno | Liste                                             | Voti   | %     | Seggi |
| Candidati                                      | Candidati                     | Voti                     | %                        | Voti    | %       | Liste                                             | Voti   | %     | Seggi |
| ---------------------------------------------- | ----------------------------- | ------------------------ | ------------------------ | ------- | ------- | ------------------------------------------------- | ------ | ----- | ----- |
|                                                | Silvestra Raimondo ✔️ Sindaca | 4 966                    | 52,96                    | 5 333   | 44,14   | Alleanza Nazionale                                | 2 219  | 19,55 | 5     |
| Lista Civica Toscano                           | Silvestra Raimondo ✔️ Sindaca | 4 966                    | 52,96                    | 5 333   | 44,14   | 2 046                                             | 18,03  | 5     |       |
| Forza Italia                                   | Silvestra Raimondo ✔️ Sindaca | 4 966                    | 52,96                    | 5 333   | 44,14   | 988                                               | 8,71   | 2     |       |
|                                                | Filippo Maria Drago           | 4 411                    | 47,04                    | 4 373   | 36,20   | Unione di Centro                                  | 2 433  | 21,44 | 4     |
| Nuova Sicilia                                  | Filippo Maria Drago           | 4 411                    | 47,04                    | 4 373   | 36,20   | 708                                               | 6,24   | 1     |       |
| Un Futuro per Aci Castello                     | Filippo Maria Drago           | 4 411                    | 47,04                    | 4 373   | 36,20   | 567                                               | 5,00   | –     |       |
| Patto per la Sicilia                           | Filippo Maria Drago           | 4 411                    | 47,04                    | 4 373   | 36,20   | 101                                               | 0,89   | –     |       |
| Nuovo PSI-Altri                                | Filippo Maria Drago           | 4 411                    | 47,04                    | 4 373   | 36,20   | 101                                               | 0,89   | –     |       |
| Cittadini in Movimento                         | Filippo Maria Drago           | 4 411                    | 47,04                    | 4 373   | 36,20   | 155                                               | 1,37   | –     |       |
| Partito Liberale-Partito Repubblicano Italiano | Filippo Maria Drago           | 4 411                    | 47,04                    | 4 373   | 36,20   | 24                                                | 0,21   | –     |       |
|                                                | Salvatore Castrogiovanni      | Salvatore Castrogiovanni | Salvatore Castrogiovanni | 2 267   | 18,77   | Socialisti Democratici Italiani-La Margherita (A) | 883    | 7,78  | 2     |
| Democratici di Sinistra                        | Salvatore Castrogiovanni      | Salvatore Castrogiovanni | Salvatore Castrogiovanni | 2 267   | 18,77   | 464                                               | 4,09   | 1     |       |
| Lista civica di centro-sinistra (A)            | Salvatore Castrogiovanni      | Salvatore Castrogiovanni | Salvatore Castrogiovanni | 2 267   | 18,77   | 305                                               | 2,69   | –     |       |
| Rifondazione Comunista                         | Salvatore Castrogiovanni      | Salvatore Castrogiovanni | Salvatore Castrogiovanni | 2 267   | 18,77   | 242                                               | 2,13   | –     |       |
|                                                | Elettra Bevilacqua            | Elettra Bevilacqua       | Elettra Bevilacqua       | 108     | 0,89    | Movimento Sociale Fiamma Tricolore                | 69     | 0,61  | –     |
| Totale                                         | Totale                        | 9 377                    | 100                      | 12 081  | 100     |                                                   | 11 348 | 100   | 20    |
|                                                |                               |                          |                          |         |         |                                                   |        |       |       |
| Fonte: Ministero dell'interno                  |                               |                          |                          |         |         |                                                   |        |       |       |

### Aci Catena
|                                                                   | Ascenzio Maesano ✔️ Sindaco | 8 673  | 52,47 | Unione di Centro   | 2 798  | 17,64 | 5  |  |  |
| Forza Italia                                                      | Ascenzio Maesano ✔️ Sindaco | 8 673  | 52,47 | 2 075              | 13,08  | 3     |    |  |  |
| Lista civica di centro-destra                                     | Ascenzio Maesano ✔️ Sindaco | 8 673  | 52,47 | 1 104              | 6,96   | 2     |    |  |  |
| Nuovo PSI-Altri                                                   | Ascenzio Maesano ✔️ Sindaco | 8 673  | 52,47 | 926                | 5,84   | 1     |    |  |  |
| Nuova Sicilia                                                     | Ascenzio Maesano ✔️ Sindaco | 8 673  | 52,47 | 921                | 5,81   | 1     |    |  |  |
| Lista civica di centro-destra                                     | Ascenzio Maesano ✔️ Sindaco | 8 673  | 52,47 | 853                | 5,38   | 1     |    |  |  |
| Rinnovamento                                                      | Ascenzio Maesano ✔️ Sindaco | 8 673  | 52,47 | 554                | 3,49   | 1     |    |  |  |
| Democrazia Cristiana                                              | Ascenzio Maesano ✔️ Sindaco | 8 673  | 52,47 | 518                | 3,27   | –     |    |  |  |
|                                                                   | Sebastiano Oliveri          | 4 662  | 28,21 | Alleanza Nazionale | 1 733  | 10,92 | 3  |  |  |
| Lista civica di centro-destra                                     | Sebastiano Oliveri          | 4 662  | 28,21 | 511                | 3,22   | 1     |    |  |  |
| Centro                                                            | Sebastiano Oliveri          | 4 662  | 28,21 | 407                | 2,57   | –     |    |  |  |
| Patto per la Sicilia                                              | Sebastiano Oliveri          | 4 662  | 28,21 | 384                | 2,42   | –     |    |  |  |
| UDEUR                                                             | Sebastiano Oliveri          | 4 662  | 28,21 | 383                | 2,41   | –     |    |  |  |
|                                                                   | Maria Trovato               | 2 000  | 12,10 | La Margherita      | 937    | 5,91  | 1  |  |  |
| Democratici di Sinistra-Rifondazione Comunista-Comunisti Italiani | Maria Trovato               | 2 000  | 12,10 | 711                | 4,48   | 1     |    |  |  |
| Lista Di Pietro - Occhetto-Federazione dei Verdi                  | Maria Trovato               | 2 000  | 12,10 | 187                | 1,18   | –     |    |  |  |
|                                                                   | Maura Antonia Grazia Grasso | 599    | 3,62  | Lista Civica       | 203    | 1,28  | –  |  |  |
|                                                                   | Alfio Sciacca               | 594    | 3,59  | Alleanza           | 660    | 4,16  | –  |  |  |
| Totale                                                            | Totale                      | 16 528 | 100   |                    | 15 865 | 100   | 20 |  |  |
|                                                                   |                             |        |       |                    |        |       |    |  |  |
| Fonte: Ministero dell'interno                                     |                             |        |       |                    |        |       |    |  |  |

### Acireale
| Candidati                           | Candidati                   | II turno                  | II turno                  | I turno | I turno | Liste                                  | Voti   | %     | Seggi |
| Candidati                           | Candidati                   | Voti                      | %                         | Voti    | %       | Liste                                  | Voti   | %     | Seggi |
| ----------------------------------- | --------------------------- | ------------------------- | ------------------------- | ------- | ------- | -------------------------------------- | ------ | ----- | ----- |
|                                     | Antonino Garozzo ✔️ Sindaco | 14 679                    | 53,84                     | 15 243  | 45,38   | Forza Italia                           | 6 470  | 20,09 | 7     |
| Alleanza Nazionale                  | Antonino Garozzo ✔️ Sindaco | 14 679                    | 53,84                     | 15 243  | 45,38   | 5 449                                  | 16,92  | 6     |       |
| Nuova Sicilia                       | Antonino Garozzo ✔️ Sindaco | 14 679                    | 53,84                     | 15 243  | 45,38   | 1 284                                  | 3,99   | 1     |       |
| Lista civica di centro-destra       | Antonino Garozzo ✔️ Sindaco | 14 679                    | 53,84                     | 15 243  | 45,38   | 729                                    | 2,26   | –     |       |
|                                     | Rito Greco                  | 12 586                    | 46,16                     | 10 936  | 32,56   | Unione di Centro                       | 8 193  | 25,45 | 10    |
| Nuovo PSI-Altri                     | Rito Greco                  | 12 586                    | 46,16                     | 10 936  | 32,56   | 1 604                                  | 4,98   | 1     |       |
| UDEUR                               | Rito Greco                  | 12 586                    | 46,16                     | 10 936  | 32,56   | 1 519                                  | 4,72   | 1     |       |
| Partito Repubblicano Italiano-Altri | Rito Greco                  | 12 586                    | 46,16                     | 10 936  | 32,56   | 898                                    | 2,79   | 1     |       |
| Patto per la Sicilia                | Rito Greco                  | 12 586                    | 46,16                     | 10 936  | 32,56   | 752                                    | 2,34   | –     |       |
|                                     | Ambrogio Bonaventura        | Ambrogio Bonaventura      | Ambrogio Bonaventura      | 4 957   | 14,76   | La Margherita (B)                      | 2 441  | 7,58  | 2     |
| Democratici di Sinistra (B)         | Ambrogio Bonaventura        | Ambrogio Bonaventura      | Ambrogio Bonaventura      | 4 957   | 14,76   | 1 536                                  | 4,77   | 1     |       |
|                                     | Domenico Trimarchi          | Domenico Trimarchi        | Domenico Trimarchi        | 1 700   | 5,06    | Movimento Sociale Fiamma Tricolore (A) | 680    | 2,11  | –     |
|                                     | Carmela Scadurra Marrelli   | Carmela Scadurra Marrelli | Carmela Scadurra Marrelli | 750     | 2,23    | Lista civica di centro-sinistra        | 643    | 2,00  | –     |
| Totale                              | Totale                      | 27 265                    | 100                       | 33 586  | 100     |                                        | 32 198 | 100   | 30    |
|                                     |                             |                           |                           |         |         |                                        |        |       |       |
| Fonte: Ministero dell'interno       |                             |                           |                           |         |         |                                        |        |       |       |

### Mascalucia
| Candidati                                        | Candidati                    | II turno             | II turno             | I turno | I turno | Liste                              | Voti   | %     | Seggi |
| Candidati                                        | Candidati                    | Voti                 | %                    | Voti    | %       | Liste                              | Voti   | %     | Seggi |
| ------------------------------------------------ | ---------------------------- | -------------------- | -------------------- | ------- | ------- | ---------------------------------- | ------ | ----- | ----- |
|                                                  | Salvatore Maugeri ✔️ Sindaco | 6 676                | 60,57                | 5 378   | 33,13   | Unione di Centro                   | 2 535  | 16,54 | 5     |
| Lista civica di centro-destra                    | Salvatore Maugeri ✔️ Sindaco | 6 676                | 60,57                | 5 378   | 33,13   | 1 264                              | 8,25   | 2     |       |
| Lista civica di centro-destra                    | Salvatore Maugeri ✔️ Sindaco | 6 676                | 60,57                | 5 378   | 33,13   | 563                                | 3,67   | 1     |       |
| La Svolta                                        | Salvatore Maugeri ✔️ Sindaco | 6 676                | 60,57                | 5 378   | 33,13   | 448                                | 2,92   | –     |       |
| Partito Liberale-Partito Repubblicano Italiano   | Salvatore Maugeri ✔️ Sindaco | 6 676                | 60,57                | 5 378   | 33,13   | 157                                | 1,02   | –     |       |
| Nuovo PSI                                        | Salvatore Maugeri ✔️ Sindaco | 6 676                | 60,57                | 5 378   | 33,13   | 153                                | 1,00   | –     |       |
|                                                  | Giuseppe D'Urso Somma        | 4 346                | 39,43                | 5 684   | 35,01   | Forza Italia                       | 2 282  | 14,89 | 3     |
| Alleanza Nazionale                               | Giuseppe D'Urso Somma        | 4 346                | 39,43                | 5 684   | 35,01   | 837                                | 5,46   | 1     |       |
| Nuova Sicilia                                    | Giuseppe D'Urso Somma        | 4 346                | 39,43                | 5 684   | 35,01   | 806                                | 5,26   | 1     |       |
| Lista civica di centro-destra                    | Giuseppe D'Urso Somma        | 4 346                | 39,43                | 5 684   | 35,01   | 623                                | 4,06   | 1     |       |
| Lista civica di centro-destra                    | Giuseppe D'Urso Somma        | 4 346                | 39,43                | 5 684   | 35,01   | 584                                | 3,81   | –     |       |
| Lista civica di centro-destra                    | Giuseppe D'Urso Somma        | 4 346                | 39,43                | 5 684   | 35,01   | 415                                | 2,71   | –     |       |
| I Laici                                          | Giuseppe D'Urso Somma        | 4 346                | 39,43                | 5 684   | 35,01   | 265                                | 1,73   | –     |       |
|                                                  | Filippo Pappalardo           | Filippo Pappalardo   | Filippo Pappalardo   | 4 831   | 29,76   | Democratici di Sinistra            | 1 196  | 7,80  | 2     |
| La Margherita (A)                                | Filippo Pappalardo           | Filippo Pappalardo   | Filippo Pappalardo   | 4 831   | 29,76   | 1 078                              | 7,03   | 2     |       |
| Sgas (A)                                         | Filippo Pappalardo           | Filippo Pappalardo   | Filippo Pappalardo   | 4 831   | 29,76   | 981                                | 6,40   | 2     |       |
| Lista civica di centro-sinistra                  | Filippo Pappalardo           | Filippo Pappalardo   | Filippo Pappalardo   | 4 831   | 29,76   | 533                                | 3,48   | –     |       |
| Lista Di Pietro - Occhetto-Federazione dei Verdi | Filippo Pappalardo           | Filippo Pappalardo   | Filippo Pappalardo   | 4 831   | 29,76   | 276                                | 1,80   | –     |       |
| UDEUR                                            | Filippo Pappalardo           | Filippo Pappalardo   | Filippo Pappalardo   | 4 831   | 29,76   | 78                                 | 0,51   | –     |       |
|                                                  | Francesco Condorelli         | Francesco Condorelli | Francesco Condorelli | 225     | 1,39    | Movimento Sociale Fiamma Tricolore | 179    | 1,17  | –     |
|                                                  | Michele Aurelio Faro         | Michele Aurelio Faro | Michele Aurelio Faro | 117     | 0,72    | Alternativa Sociale                | 77     | 0,50  | –     |
| Totale                                           | Totale                       | 11 022               | 100                  | 16 235  | 100     |                                    | 15 330 | 100   | 20    |
|                                                  |                              |                      |                      |         |         |                                    |        |       |       |
| Fonte: Ministero dell'interno                    |                              |                      |                      |         |         |                                    |        |       |       |

### Motta Sant'Anastasia
| Candidati                       | Candidati                     | II turno            | II turno            | I turno | I turno | Liste                         | Voti  | %     | Seggi |
| Candidati                       | Candidati                     | Voti                | %                   | Voti    | %       | Liste                         | Voti  | %     | Seggi |
| ------------------------------- | ----------------------------- | ------------------- | ------------------- | ------- | ------- | ----------------------------- | ----- | ----- | ----- |
|                                 | Antonino Santagati ✔️ Sindaco | 2 492               | 52,70               | 1 810   | 30,11   | Democratici di Sinistra-Altri | 498   | 8,64  | 4     |
| Lista civica di centro-sinistra | Antonino Santagati ✔️ Sindaco | 2 492               | 52,70               | 1 810   | 30,11   | 290                           | 5,03  | 2     |       |
| Lista civica di centro-sinistra | Antonino Santagati ✔️ Sindaco | 2 492               | 52,70               | 1 810   | 30,11   | 242                           | 4,20  | 2     |       |
| La Margherita                   | Antonino Santagati ✔️ Sindaco | 2 492               | 52,70               | 1 810   | 30,11   | 239                           | 4,14  | 2     |       |
| UDEUR                           | Antonino Santagati ✔️ Sindaco | 2 492               | 52,70               | 1 810   | 30,11   | 162                           | 2,81  | 1     |       |
| Lista civica di centro-sinistra | Antonino Santagati ✔️ Sindaco | 2 492               | 52,70               | 1 810   | 30,11   | 134                           | 2,32  | –     |       |
|                                 | Angelo Ercole Giuffrida       | 2 237               | 47,30               | 1 757   | 29,22   | Primavera                     | 1 064 | 18,45 | 2     |
| Alleanza Nazionale              | Angelo Ercole Giuffrida       | 2 237               | 47,30               | 1 757   | 29,22   | 444                           | 7,70  | 1     |       |
| Nuovo PSI                       | Angelo Ercole Giuffrida       | 2 237               | 47,30               | 1 757   | 29,22   | 176                           | 3,05  | –     |       |
| Patto per la Sicilia            | Angelo Ercole Giuffrida       | 2 237               | 47,30               | 1 757   | 29,22   | 30                            | 0,52  | –     |       |
|                                 | Francesco Guarnera            | Francesco Guarnera  | Francesco Guarnera  | 1 227   | 20,41   | Nuova Sicilia                 | 897   | 15,56 | 2     |
| Unione di Centro                | Francesco Guarnera            | Francesco Guarnera  | Francesco Guarnera  | 1 227   | 20,41   | 458                           | 7,94  | 1     |       |
|                                 | Giovanni Tinnirello           | Giovanni Tinnirello | Giovanni Tinnirello | 897     | 14,92   | Lista Civica                  | 270   | 4,68  | –     |
|                                 | Francesco Cocuzza             | Francesco Cocuzza   | Francesco Cocuzza   | 321     | 5,34    | Lista Civica                  | 862   | 14,95 | 2     |
| Totale                          | Totale                        | 4 729               | 100                 | 6 012   | 100     |                               | 5 766 | 100   | 20    |
|                                 |                               |                     |                     |         |         |                               |       |       |       |
| Fonte: Ministero dell'interno   |                               |                     |                     |         |         |                               |       |       |       |

### Scordia
| Candidati                           | Candidati                          | II turno        | II turno        | I turno | I turno | Liste                               | Voti  | %     | Seggi |
| Candidati                           | Candidati                          | Voti            | %               | Voti    | %       | Liste                               | Voti  | %     | Seggi |
| ----------------------------------- | ---------------------------------- | --------------- | --------------- | ------- | ------- | ----------------------------------- | ----- | ----- | ----- |
|                                     | Rocco Salvatore Agnello ✔️ Sindaco | 5 086           | 54,34           | 4 033   | 37,67   | Democratici di Sinistra             | 1 174 | 11,79 | 3     |
| Insieme                             | Rocco Salvatore Agnello ✔️ Sindaco | 5 086           | 54,34           | 4 033   | 37,67   | 595                                 | 5,98  | 1     |       |
| Rifondazione Comunista              | Rocco Salvatore Agnello ✔️ Sindaco | 5 086           | 54,34           | 4 033   | 37,67   | 578                                 | 5,81  | 1     |       |
| La Margherita                       | Rocco Salvatore Agnello ✔️ Sindaco | 5 086           | 54,34           | 4 033   | 37,67   | 383                                 | 3,85  | 1     |       |
| Socialisti Democratici Italiani     | Rocco Salvatore Agnello ✔️ Sindaco | 5 086           | 54,34           | 4 033   | 37,67   | 313                                 | 3,14  | –     |       |
| Comunisti Italiani                  | Rocco Salvatore Agnello ✔️ Sindaco | 5 086           | 54,34           | 4 033   | 37,67   | 172                                 | 1,73  | –     |       |
|                                     | Rocco Cristofaro                   | 4 273           | 45,66           | 3 779   | 35,30   | Lista civica di centro-destra       | 1 213 | 12,19 | 3     |
| Unione di Centro                    | Rocco Cristofaro                   | 4 273           | 45,66           | 3 779   | 35,30   | 765                                 | 7,69  | 2     |       |
| Alleanza Nazionale                  | Rocco Cristofaro                   | 4 273           | 45,66           | 3 779   | 35,30   | 711                                 | 7,14  | 2     |       |
| I Laici                             | Rocco Cristofaro                   | 4 273           | 45,66           | 3 779   | 35,30   | 330                                 | 3,32  | 1     |       |
| UDEUR                               | Rocco Cristofaro                   | 4 273           | 45,66           | 3 779   | 35,30   | 285                                 | 2,86  | –     |       |
| Nuova Sicilia                       | Rocco Cristofaro                   | 4 273           | 45,66           | 3 779   | 35,30   | 185                                 | 1,86  | –     |       |
| Destra                              | Rocco Cristofaro                   | 4 273           | 45,66           | 3 779   | 35,30   | 167                                 | 1,68  | –     |       |
| Partito Repubblicano Italiano       | Rocco Cristofaro                   | 4 273           | 45,66           | 3 779   | 35,30   | 122                                 | 1,23  | –     |       |
|                                     | Gaetano Tomagra                    | Gaetano Tomagra | Gaetano Tomagra | 1 735   | 16,21   | Lista civica di centro-sinistra (A) | 596   | 5,99  | 1     |
| Nuovo PSI (A)                       | Gaetano Tomagra                    | Gaetano Tomagra | Gaetano Tomagra | 1 735   | 16,21   | 414                                 | 4,16  | 1     |       |
| Lista civica di centro-sinistra (A) | Gaetano Tomagra                    | Gaetano Tomagra | Gaetano Tomagra | 1 735   | 16,21   | 396                                 | 3,98  | 1     |       |
| Lista Di Pietro - Occhetto          | Gaetano Tomagra                    | Gaetano Tomagra | Gaetano Tomagra | 1 735   | 16,21   | 253                                 | 2,54  | 1     |       |
| Federazione dei Verdi               | Gaetano Tomagra                    | Gaetano Tomagra | Gaetano Tomagra | 1 735   | 16,21   | 247                                 | 2,48  | –     |       |
|                                     | Salvina Gambera                    | Salvina Gambera | Salvina Gambera | 1 159   | 10,83   | Forza Italia                        | 739   | 7,42  | 2     |
| Lista civica di centro-destra       | Salvina Gambera                    | Salvina Gambera | Salvina Gambera | 1 159   | 10,83   | 316                                 | 3,17  | –     |       |
| Totale                              | Totale                             | 9 359           | 100             | 10 706  | 100     |                                     | 9 954 | 100   | 20    |
|                                     |                                    |                 |                 |         |         |                                     |       |       |       |
| Fonte: Ministero dell'interno       |                                    |                 |                 |         |         |                                     |       |       |       |

## Provincia regionale di Enna

### Piazza Armerina
| Candidati                                         | Candidati                         | II turno                    | II turno                    | I turno | I turno | Liste                  | Voti   | %     | Seggi |
| Candidati                                         | Candidati                         | Voti                        | %                           | Voti    | %       | Liste                  | Voti   | %     | Seggi |
| ------------------------------------------------- | --------------------------------- | --------------------------- | --------------------------- | ------- | ------- | ---------------------- | ------ | ----- | ----- |
|                                                   | Maurizio Prestifilippo ✔️ Sindaco | 5 441                       | 52,08                       | 4 107   | 30,89   | I Liberal Sgarbi-Altri | 1 295  | 10,08 | 2     |
| Forza Italia                                      | Maurizio Prestifilippo ✔️ Sindaco | 5 441                       | 52,08                       | 4 107   | 30,89   | 866                    | 6,74   | 1     |       |
| Lista civica di centro-destra                     | Maurizio Prestifilippo ✔️ Sindaco | 5 441                       | 52,08                       | 4 107   | 30,89   | 850                    | 6,61   | 1     |       |
| Alleanza Nazionale                                | Maurizio Prestifilippo ✔️ Sindaco | 5 441                       | 52,08                       | 4 107   | 30,89   | 450                    | 3,50   | 1     |       |
|                                                   | Carmelo Tumino                    | 5 007                       | 47,92                       | 6 274   | 47,18   | La Margherita          | 1 884  | 14,66 | 3     |
| Democratici di Sinistra                           | Carmelo Tumino                    | 5 007                       | 47,92                       | 6 274   | 47,18   | 1 451                  | 11,29  | 3     |       |
| UDEUR                                             | Carmelo Tumino                    | 5 007                       | 47,92                       | 6 274   | 47,18   | 1 392                  | 10,83  | 2     |       |
| Lista civica di centro-destra                     | Carmelo Tumino                    | 5 007                       | 47,92                       | 6 274   | 47,18   | 1 133                  | 8,82   | 2     |       |
| Socialisti Democratici Italiani                   | Carmelo Tumino                    | 5 007                       | 47,92                       | 6 274   | 47,18   | 1 001                  | 7,79   | 2     |       |
| Rifondazione Comunista-Lista Di Pietro - Occhetto | Carmelo Tumino                    | 5 007                       | 47,92                       | 6 274   | 47,18   | 225                    | 1,75   | –     |       |
| Comunisti Italiani                                | Carmelo Tumino                    | 5 007                       | 47,92                       | 6 274   | 47,18   | 52                     | 0,40   | –     |       |
|                                                   | Ignazio Furnari                   | Ignazio Furnari             | Ignazio Furnari             | 2 002   | 15,06   | Unione di Centro       | 1 075  | 8,36  | 2     |
| Nuova Sicilia-Altri                               | Ignazio Furnari                   | Ignazio Furnari             | Ignazio Furnari             | 2 002   | 15,06   | 507                    | 3,94   | –     |       |
|                                                   | Fulvio Salvatore Sottosanti       | Fulvio Salvatore Sottosanti | Fulvio Salvatore Sottosanti | 894     | 6,72    | Lista Civica           | 671    | 5,22  | 1     |
| Totale                                            | Totale                            | 10 448                      | 100                         | 13 297  | 100     |                        | 12 852 | 100   | 20    |
|                                                   |                                   |                             |                             |         |         |                        |        |       |       |
| Fonte: Ministero dell'interno                     |                                   |                             |                             |         |         |                        |        |       |       |

## Provincia regionale di Messina

### Sant'Agata di Militello
|                               | Bruno Mancuso ✔️ Sindaco | 4 722 | 53,15 | Lista Civica                  | 1 165 | 13,39 | 3  |  |  |
| Alleanza                      | Bruno Mancuso ✔️ Sindaco | 4 722 | 53,15 | 1 043                         | 11,99 | 3     |    |  |  |
| Lista Civica                  | Bruno Mancuso ✔️ Sindaco | 4 722 | 53,15 | 774                           | 8,90  | 2     |    |  |  |
| Moderati                      | Bruno Mancuso ✔️ Sindaco | 4 722 | 53,15 | 772                           | 8,87  | 2     |    |  |  |
| Unione Democratica            | Bruno Mancuso ✔️ Sindaco | 4 722 | 53,15 | 627                           | 7,21  | 2     |    |  |  |
| Progressisti                  | Bruno Mancuso ✔️ Sindaco | 4 722 | 53,15 | 579                           | 6,65  | 1     |    |  |  |
| Lista Civica                  | Bruno Mancuso ✔️ Sindaco | 4 722 | 53,15 | 566                           | 6,50  | 1     |    |  |  |
|                               | Anaele Borgia            | 2 832 | 31,87 | Libertà e Solidarietà         | 1 112 | 12,78 | 3  |  |  |
| Patto per la Sicilia          | Anaele Borgia            | 2 832 | 31,87 | 629                           | 7,23  | 1     |    |  |  |
| Lista Civica                  | Anaele Borgia            | 2 832 | 31,87 | 599                           | 6,88  | 1     |    |  |  |
|                               | Calogero Lo Re           | 979   | 11,02 | Nuovo PSI-Altri               | 532   | 6,11  | 1  |  |  |
|                               | Antonio Riccobene        | 248   | 2,79  | Rifondazione Comunista        | 256   | 2,94  | –  |  |  |
|                               | Nicola Nunziato Versaci  | 104   | 1,17  | Partito Repubblicano Italiano | 47    | 0,54  | –  |  |  |
| Totale                        | Totale                   | 8 885 | 100   |                               | 8 701 | 100   | 20 |  |  |
|                               |                          |       |       |                               |       |       |    |  |  |
| Fonte: Ministero dell'interno |                          |       |       |                               |       |       |    |  |  |

## Provincia regionale di Siracusa

### Siracusa
|                                                        | Giambattista Bufardeci ✔️ Sindaco | 39 086 | 52,36 | Forza Italia                        | 8 974  | 12,79 | 7  |  |  |
| Unione di Centro                                       | Giambattista Bufardeci ✔️ Sindaco | 39 086 | 52,36 | 8 276                               | 11,79  | 6     |    |  |  |
| Alleanza Nazionale                                     | Giambattista Bufardeci ✔️ Sindaco | 39 086 | 52,36 | 6 174                               | 8,80   | 5     |    |  |  |
| Lista dei Sindaco                                      | Giambattista Bufardeci ✔️ Sindaco | 39 086 | 52,36 | 5 585                               | 7,96   | 4     |    |  |  |
| Noi Siracusani                                         | Giambattista Bufardeci ✔️ Sindaco | 39 086 | 52,36 | 2 188                               | 3,12   | 1     |    |  |  |
| Nuova Sicilia                                          | Giambattista Bufardeci ✔️ Sindaco | 39 086 | 52,36 | 1 550                               | 2,21   | 1     |    |  |  |
| Nuovo PSI-Partito Socialdemocratico Italiano-Nuovo PLI | Giambattista Bufardeci ✔️ Sindaco | 39 086 | 52,36 | 1 056                               | 1,50   | –     |    |  |  |
| Patto per la Sicilia                                   | Giambattista Bufardeci ✔️ Sindaco | 39 086 | 52,36 | 995                                 | 1,42   | –     |    |  |  |
| Partito Repubblicano Italiano                          | Giambattista Bufardeci ✔️ Sindaco | 39 086 | 52,36 | 623                                 | 0,89   | –     |    |  |  |
|                                                        | Roberto De Benedictis             | 23 238 | 31,13 | Democratici di Sinistra             | 6 252  | 8,91  | 4  |  |  |
| Popolari                                               | Roberto De Benedictis             | 23 238 | 31,13 | 4 015                               | 5,72   | 2     |    |  |  |
| UDEUR                                                  | Roberto De Benedictis             | 23 238 | 31,13 | 3 908                               | 5,57   | 2     |    |  |  |
| Federazione dei Verdi-Lista Civica                     | Roberto De Benedictis             | 23 238 | 31,13 | 2 184                               | 3,11   | 1     |    |  |  |
| Socialisti Democratici Italiani                        | Roberto De Benedictis             | 23 238 | 31,13 | 1 919                               | 2,73   | 1     |    |  |  |
| Rifondazione Comunista                                 | Roberto De Benedictis             | 23 238 | 31,13 | 1 172                               | 1,67   | –     |    |  |  |
| Lista Di Pietro - Occhetto                             | Roberto De Benedictis             | 23 238 | 31,13 | 1 039                               | 1,48   | –     |    |  |  |
| Comunisti Italiani                                     | Roberto De Benedictis             | 23 238 | 31,13 | 920                                 | 1,31   | –     |    |  |  |
|                                                        | Sebastiano Lentini                | 11 093 | 14,86 | I Democratici Cristiani             | 4 760  | 6,78  | 3  |  |  |
| I Movimenti Democratici per Lentini Sindaco            | Sebastiano Lentini                | 11 093 | 14,86 | 3 115                               | 4,44   | 2     |    |  |  |
| La Margherita                                          | Sebastiano Lentini                | 11 093 | 14,86 | 2 670                               | 3,80   | 1     |    |  |  |
| Lista Franco Greco                                     | Sebastiano Lentini                | 11 093 | 14,86 | 1 555                               | 2,22   | –     |    |  |  |
|                                                        | Sebastiano Saccuzzo               | 773    | 1,04  | Libertà e Democrazia-Gruppo Getulio | 866    | 1,23  | –  |  |  |
|                                                        | Andrea Acquaviva                  | 249    | 0,33  | Alternativa Sociale                 | 206    | 0,29  | –  |  |  |
|                                                        | Sebastiano Roccaro                | 205    | 0,27  | Lista del Popolo                    | 179    | 0,26  | –  |  |  |
| Totale                                                 | Totale                            | 74 644 | 100   |                                     | 70 181 | 100   | 40 |  |  |
|                                                        |                                   |        |       |                                     |        |       |    |  |  |
| Fonte: Ministero dell'interno                          |                                   |        |       |                                     |        |       |    |  |  |

### Lentini
| Candidati                             | Candidati                  | II turno         | II turno         | I turno | I turno | Liste                   | Voti   | %     | Seggi |
| Candidati                             | Candidati                  | Voti             | %                | Voti    | %       | Liste                   | Voti   | %     | Seggi |
| ------------------------------------- | -------------------------- | ---------------- | ---------------- | ------- | ------- | ----------------------- | ------ | ----- | ----- |
|                                       | Sebastiano Neri ✔️ Sindaco | 7 158            | 60,48            | 4 346   | 28,59   | Rinascita Leontina      | 1 248  | 8,66  | 2     |
| Forza Italia                          | Sebastiano Neri ✔️ Sindaco | 7 158            | 60,48            | 4 346   | 28,59   | 601                     | 4,17   | 1     |       |
| Alleanza Nazionale                    | Sebastiano Neri ✔️ Sindaco | 7 158            | 60,48            | 4 346   | 28,59   | 527                     | 3,66   | 1     |       |
| Nuova Sicilia                         | Sebastiano Neri ✔️ Sindaco | 7 158            | 60,48            | 4 346   | 28,59   | 444                     | 3,08   | 1     |       |
| I Laici                               | Sebastiano Neri ✔️ Sindaco | 7 158            | 60,48            | 4 346   | 28,59   | 101                     | 0,70   | –     |       |
| Partito Repubblicano Italiano         | Sebastiano Neri ✔️ Sindaco | 7 158            | 60,48            | 4 346   | 28,59   | 34                      | 0,24   | –     |       |
|                                       | Renato Marino              | 4 678            | 39,52            | 4 266   | 28,07   | Democratici di Sinistra | 1 729  | 12,00 | 3     |
| UDEUR                                 | Renato Marino              | 4 678            | 39,52            | 4 266   | 28,07   | 1 067                   | 7,40   | 2     |       |
| Patto Segni Scognamiglio              | Renato Marino              | 4 678            | 39,52            | 4 266   | 28,07   | 524                     | 3,64   | 1     |       |
| Diamo Voce a Lentini                  | Renato Marino              | 4 678            | 39,52            | 4 266   | 28,07   | 366                     | 2,54   | –     |       |
| Nuovo PSI                             | Renato Marino              | 4 678            | 39,52            | 4 266   | 28,07   | 334                     | 2,32   | –     |       |
| Democrazia per Lentini                | Renato Marino              | 4 678            | 39,52            | 4 266   | 28,07   | 234                     | 1,62   | –     |       |
|                                       | Vincenzo Pupillo           | Vincenzo Pupillo | Vincenzo Pupillo | 3 875   | 25,49   | La Margherita (B)       | 1 425  | 9,89  | 3     |
| I Democratici Cristiani (B)           | Vincenzo Pupillo           | Vincenzo Pupillo | Vincenzo Pupillo | 3 875   | 25,49   | 664                     | 4,61   | 1     |       |
| Rifondazione Comunista (B)            | Vincenzo Pupillo           | Vincenzo Pupillo | Vincenzo Pupillo | 3 875   | 25,49   | 511                     | 3,55   | 1     |       |
| Socialisti Democratici Italiani (B)   | Vincenzo Pupillo           | Vincenzo Pupillo | Vincenzo Pupillo | 3 875   | 25,49   | 458                     | 3,18   | –     |       |
| Movimento Popolare Indipendente (A)   | Vincenzo Pupillo           | Vincenzo Pupillo | Vincenzo Pupillo | 3 875   | 25,49   | 353                     | 2,45   | –     |       |
| Movimento Democratico per Lentini (A) | Vincenzo Pupillo           | Vincenzo Pupillo | Vincenzo Pupillo | 3 875   | 25,49   | 295                     | 2,05   | –     |       |
|                                       | Angelo D'Amico             | Angelo D'Amico   | Angelo D'Amico   | 2 713   | 17,85   | Unione di Centro        | 1 309  | 9,08  | 2     |
| Popolari-La Sicilia                   | Angelo D'Amico             | Angelo D'Amico   | Angelo D'Amico   | 2 713   | 17,85   | 815                     | 5,66   | 1     |       |
| D'Amico per Lentini                   | Angelo D'Amico             | Angelo D'Amico   | Angelo D'Amico   | 2 713   | 17,85   | 658                     | 4,57   | 1     |       |
| Rinnovare Lentini                     | Angelo D'Amico             | Angelo D'Amico   | Angelo D'Amico   | 2 713   | 17,85   | 427                     | 2,96   | –     |       |
| L'Albatro (A)                         | Angelo D'Amico             | Angelo D'Amico   | Angelo D'Amico   | 2 713   | 17,85   | 240                     | 1,67   | –     |       |
| Donne per Lentini                     | Angelo D'Amico             | Angelo D'Amico   | Angelo D'Amico   | 2 713   | 17,85   | 48                      | 0,33   | –     |       |
| Totale                                | Totale                     | 11 836           | 100              | 15 200  | 100     |                         | 14 412 | 100   | 20    |
|                                       |                            |                  |                  |         |         |                         |        |       |       |
| Fonte: Ministero dell'interno         |                            |                  |                  |         |         |                         |        |       |       |

## Provincia Regionale di Trapani

### Mazara del Vallo
| Candidati                                      | Candidati                    | II turno          | II turno          | I turno | I turno | Liste                   | Voti   | %     | Seggi |
| Candidati                                      | Candidati                    | Voti              | %                 | Voti    | %       | Liste                   | Voti   | %     | Seggi |
| ---------------------------------------------- | ---------------------------- | ----------------- | ----------------- | ------- | ------- | ----------------------- | ------ | ----- | ----- |
|                                                | Giorgio Macaddino ✔️ Sindaco | 12 597            | 55,07             | 7 779   | 26,39   | Lista Ulisse            | 2 188  | 7,73  | 8     |
| Giovane Europa per Mazara                      | Giorgio Macaddino ✔️ Sindaco | 12 597            | 55,07             | 7 779   | 26,39   | 1 146                   | 4,05   | 4     |       |
| Partito del Popolo Siciliano                   | Giorgio Macaddino ✔️ Sindaco | 12 597            | 55,07             | 7 779   | 26,39   | 815                     | 2,88   | 3     |       |
| Insieme per Mazara                             | Giorgio Macaddino ✔️ Sindaco | 12 597            | 55,07             | 7 779   | 26,39   | 671                     | 2,37   | 2     |       |
| Movimento Politico Pro Mazara                  | Giorgio Macaddino ✔️ Sindaco | 12 597            | 55,07             | 7 779   | 26,39   | 519                     | 1,83   | 1     |       |
|                                                | Santoro Genova               | 10 276            | 44,93             | 10 430  | 35,39   | Unione di Centro        | 4 367  | 15,42 | 3     |
| Alleanza Nazionale                             | Santoro Genova               | 10 276            | 44,93             | 10 430  | 35,39   | 2 725                   | 9,62   | 2     |       |
| Democratici Cristiani Europei                  | Santoro Genova               | 10 276            | 44,93             | 10 430  | 35,39   | 2 659                   | 9,39   | 1     |       |
| Nuovo PSI                                      | Santoro Genova               | 10 276            | 44,93             | 10 430  | 35,39   | 940                     | 3,32   | –     |       |
| Partito Repubblicano Italiano-I Liberal Sgarbi | Santoro Genova               | 10 276            | 44,93             | 10 430  | 35,39   | 820                     | 2,90   | –     |       |
|                                                | Giuseppe Bianco              | Giuseppe Bianco   | Giuseppe Bianco   | 6 187   | 20,99   | Democratici di Sinistra | 2 247  | 7,94  | 2     |
| La Margherita                                  | Giuseppe Bianco              | Giuseppe Bianco   | Giuseppe Bianco   | 6 187   | 20,99   | 1 816                   | 6,41   | 1     |       |
| Socialisti Democratici Italiani                | Giuseppe Bianco              | Giuseppe Bianco   | Giuseppe Bianco   | 6 187   | 20,99   | 603                     | 2,13   | –     |       |
| Rifondazione Comunista                         | Giuseppe Bianco              | Giuseppe Bianco   | Giuseppe Bianco   | 6 187   | 20,99   | 283                     | 1,00   | –     |       |
| Federazione dei Verdi-Comunisti Italiani       | Giuseppe Bianco              | Giuseppe Bianco   | Giuseppe Bianco   | 6 187   | 20,99   | 140                     | 0,49   | –     |       |
|                                                | Giovanni Tumbiolo            | Giovanni Tumbiolo | Giovanni Tumbiolo | 5 077   | 17,23   | Nuova Sicilia           | 2 556  | 9,03  | 2     |
| Forza Italia                                   | Giovanni Tumbiolo            | Giovanni Tumbiolo | Giovanni Tumbiolo | 5 077   | 17,23   | 2 271                   | 8,02   | 1     |       |
| UDEUR                                          | Giovanni Tumbiolo            | Giovanni Tumbiolo | Giovanni Tumbiolo | 5 077   | 17,23   | 758                     | 2,68   | –     |       |
| Patto per la Sicilia                           | Giovanni Tumbiolo            | Giovanni Tumbiolo | Giovanni Tumbiolo | 5 077   | 17,23   | 714                     | 2,52   | –     |       |
| Forza Mazara                                   | Giovanni Tumbiolo            | Giovanni Tumbiolo | Giovanni Tumbiolo | 5 077   | 17,23   | 79                      | 0,28   | –     |       |
| Totale                                         | Totale                       | 22 873            | 100               | 29 473  | 100     |                         | 28 317 | 100   | 30    |
|                                                |                              |                   |                   |         |         |                         |        |       |       |
| Fonte: Ministero dell'interno                  |                              |                   |                   |         |         |                         |        |       |       |